# Hobro IK
Hobro IK (HIK) är en dansk fotbollsklubb som spelar i Superligaen. Klubben spelar sina hemmamatcher på DS Arena i Hobro, som har en kapacitet på 4 000 åskådare. Hobro IK bildades 1913.
Hobro IK slutade på en andraplats i 1. division säsongen 2013/2014 och blev för första gången uppflyttade i Superligaen till säsongen 2014/2015. Efter två säsonger flyttades man ner i danska andraligan men vann denna säsongen 2016/2017 och var därför åter en del av Superligaen säsongen 2017/2018.